# Nemico pubblico - Public Enemies
Nemico pubblico - Public Enemies (Public Enemies) è un film del 2009 diretto da Michael Mann.
Il film è basato sulla vita dei criminali John Dillinger, Baby Face Nelson e Charles Arthur Floyd, alias Pretty Boy Floyd, attivi durante il periodo della grande depressione, e dell'agente Melvin Purvis, incaricato dall'FBI di arrestarli. Tra i principali interpreti figurano Johnny Depp e Christian Bale nei rispettivi ruoli del rapinatore di banche John Dillinger e di Melvin Purvis, l'agente che guida le operazioni di ricerca.

## Trama
Nel 1933, John Dillinger si infiltra nel penitenziario di Stato dell'Indiana e fa evadere la sua banda. Durante lo scontro a fuoco, il suo mentore Walter Dietrich viene colpito e ucciso. Dillinger e la sua compagnia si cambiano d'abito e mangiano in una fattoria vicina prima di raggiungere un rifugio nella zona est di Chicago. Dopo aver ucciso Charles Floyd, l'agente dell'FBI Melvin Purvis viene promosso da J. Edgar Hoover a guidare la caccia a Dillinger. Purvis utilizza anche metodi moderni per combattere il crimine, dalla catalogazione delle impronte digitali alle intercettazioni telefoniche.
Tra una serie di rapine in banca e l'altra, Dillinger incontra Billie Frechette in un ristorante e la impressiona comprandole una pelliccia. Billie si innamora di Dillinger e, dopo che lui le ha rivelato la propria identità, i due diventano inseparabili. Purvis conduce un'imboscata fallita a Dillinger in un hotel e un agente dell'FBI viene ucciso da Baby Face Nelson, che fugge con Tommy Caroll. Purvis chiede a Hoover altri agenti esperti per affrontare i killer incalliti. Arriva quindi l'agente dei servizi segreti Charles Winstead, di formazione militare, per assistere Purvis. La polizia arresta Dillinger e la sua banda a Tucson, in Arizona, dopo un incendio scoppiato nel loro Hotel Congress.
Dillinger viene estradato in Indiana, dove lo sceriffo Lillian Holley lo rinchiude nel carcere di Lake County a Crown Point. Usando una pistola finta per fuggire, non riesce a vedere Frechette, che è sotto stretta sorveglianza della polizia. Dillinger viene a sapere che i soci di Frank Nitti non lo aiuteranno, poiché grazie a lui l'FBI ha perseguito il crimine interstatale, mettendo in pericolo il racket delle scommesse di Nitti. Questo spezza i legami di Dillinger con l'Outfit di Chicago, costringendo lui e Red Hamilton a cercare denaro altrove.
Carroll spinge un disperato Dillinger a rapinare 800.000 dollari da una banca di Sioux Falls con Baby Face Nelson. Sia Dillinger che Carroll vengono colpiti e devono abbandonare Carroll. Si ritirano al Little Bohemia Lodge di Manitowish Waters, nel Wisconsin, rendendosi conto che il loro bottino (46.000 dollari) è notevolmente inferiore al previsto. Dillinger spera di poter liberare gli altri dalla prigione, compresi Pierpont e Makley, ma Hamilton lo convince che è improbabile. Dillinger desidera rivedere Frechette. Purvis e i suoi uomini arrestano Carroll e lo torturano per sapere dove si trova la banda. Viene organizzata un'imboscata a Little Bohemia.
Dillinger e Hamilton scappano e gli agenti Winstead e Hurt li inseguono nei boschi, ingaggiando una sparatoria che ferisce mortalmente Hamilton. Nelson, Shouse e Van Meter dirottano un'auto del Bureau, uccidendo Carter Baum, partner di Purvis. Dopo un inseguimento, Purvis e i suoi uomini uccidono Nelson e il resto della banda. Altrove, Hamilton muore per le ferite riportate dopo aver avvertito Dillinger di lasciare andare Frechette. Dillinger incontra Frechette, dicendole che commetterà un'altra rapina per pagare abbastanza da poter fuggire insieme. La lascia, pensando che sia al sicuro, ma viene arrestata e picchiata duramente per essersi rifiutata di rivelare dove si trova. Winstead e Purvis intervengono per fermare l'interrogatorio violento e abusivo.
Dillinger organizza una rapina al treno con Alvin Karpis e la Barker Gang, con l'intenzione di fuggire dal Paese il giorno successivo. Ricevendo un biglietto da Frechette tramite il suo avvocato, Louis Piquett, gli viene detto di non farla uscire di prigione perché sarà rilasciata tra due anni. Purvis chiede l'aiuto di Anna Sage, una "maitresse" e una conoscente di Dillinger, minacciandola di essere deportata in Romania, a meno che non incastri Dillinger, per nascondersi nel suo bordello. I due escono a vedere Manhattan Melodrama ma, all'uscita del cinema, vengono raggiunti da Purvis e da altri agenti che li attendevano.
Dillinger individua l'unità di polizia ma viene colpito prima che possa prendere la mira. Winstead si inginocchia accanto a Dillinger morente per ascoltare le sue ultime parole. Purvis informa Hoover della morte di Dillinger mentre gli astanti iniziano ad affollarsi intorno al suo corpo. Winstead fa visita a Frechette in prigione; lei sa già della morte di Dillinger. Le dice che pensa che le sue ultime parole siano state: "Dì a Billie da parte mia: 'Bye, bye, Blackbird'". Frechette versa lacrime mentre Winstead se ne va.I titoli di coda spiegano che Purvis lasciò l'FBI un anno dopo e si suicidò nel 1960, mentre Frenchette fu rilasciata dopo due anni.

## Produzione
Public Enemies nasce inizialmente come un progetto dell'emittente televisiva HBO per la creazione di una miniserie con Robert De Niro produttore esecutivo. A Bryan Burrough fu chiesto di scrivere la sceneggiatura, ma l'autore preferì lavorare a un libro non-fiction che a un progetto televisivo.
Finita la scrittura di Public Enemies: America's Greatest Crime Wave and the Birth of the FBI, 1933-34, Burrough ricontrattò il proprio impiego con la HBO dopo esser stato contattato dalle compagnie cinematografiche di Michael Mann e Leonardo DiCaprio.
Dopo un incontro coi rappresentanti di Mann e DiCaprio, il film venne momentaneamente abbandonato.

### Cast
A causa dell'abbandono di DiCaprio, che dapprima era il candidato favorito a interpretare John Dillinger ma che si tolse dal progetto dedicandosi a Shutter Island di Martin Scorsese, per il ruolo di Dillinger venne poi scelto Johnny Depp.
L'unico attore proposto nel ruolo di Melvin Purvis, l'agente dell'FBI che uccise il noto criminale, è stato Christian Bale, che dopo alcune settimane di negoziati ha accettato il ruolo.

### Sceneggiatura
Per la stesura della sceneggiatura, Mann ha collaborato con Ronan Bennett e Ann Biderman, analizzando e basandosi su Public Enemies: America's Greatest Crime Wave and the Birth of the FBI, 1933-43, un saggio di Bryan Burrough che descrive le attività dell'FBI durante la grande depressione per reprimere la forte ondata di criminalità portata dalla povertà.

La prima sceneggiatura è stata scritta da Ronan Bennett, ma successivamente è stata rimaneggiata da Ann Biderman e Michael Mann; quest'ultimo sarà anche regista del film. Burrough, che per primo ha visionato lo script una volta ultimato, ha dato il suo personale parere confidando nel suo successo:
Prima di avviare la lavorazione, i produttori si occuparono di contattare i principali rivenditori e collezionisti nei circoli di Baraboo, Columbus e Madison (Wisconsin) per prendere in affitto autoveicoli in uso durante la grande depressione e più in generale negli anni trenta.

### Riprese
Le riprese cominciarono il 24 marzo 2008 a Chicago, Illinois (USA), e proseguirono a Columbus, Wisconsin (USA), in giugno.
La scelta di svolgere le riprese nel Wisconsin è dovuta alla presenza di un gran numero di edifici in stile anni trenta in buono stato.
Per la fuga effettuata da Dillinger durante il suo periodo in carcere, la troupe ha postato un set in Crow Point, la galera dell'Indiana dove il criminale fu incarcerato prima di evadere.

## Accoglienza

### Incassi
Il film è uscito in Italia nel mese di novembre, incassando nel primo weekend circa 2 milioni di dollari.
In tutto il mondo è arrivato alla cifra di 214.104.620 di dollari.